# Pompa di calore

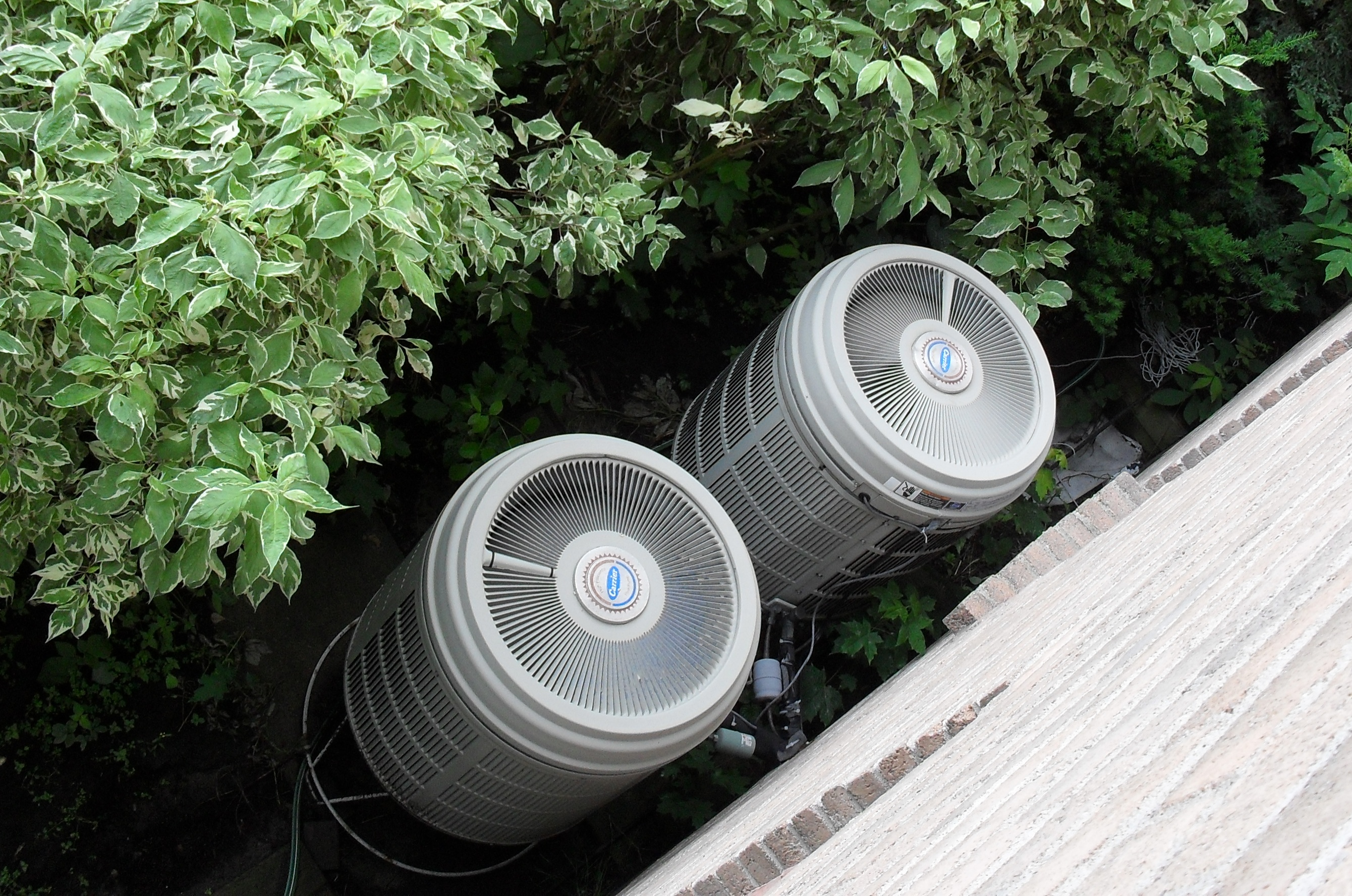
Unità esterna di una pompa di calore ad aria

La pompa di calore (o termopompa) è una macchina termica in grado di estrarre e trasferire energia termica. Per il trasferimento si utilizzano varie forme di energia, generalmente energia meccanica. 

Le pompe di calore sono considerate come una delle soluzioni più scalabili nel breve periodo per ridurre le emissioni derivanti da consumi domestici-abitativi.

## Descrizione
Esempi comuni di pompe di calore sono:
- refrigeratore;
- condizionatore d'aria;
- pompa di calore a compressione di gas;
- pompa di calore ad assorbimento;
- pompa di calore a cambiamento di fase;
- pompa di calore termoelettrica a effetto Peltier;
- pompa di calore a scambio geotermico;
- Vortex, detto anche tubo di Ranque-Hilsch.

Il termine pompa di calore viene spesso usato per indicare un condizionatore d'aria che, grazie ad una valvola reversibile, può cambiare la direzione di moto del fluido refrigerante, potendo quindi sia rinfrescare che riscaldare un locale di un edificio; tale termine è improprio, in quanto i condizionatori d'aria sfruttano sempre il principio di funzionamento della pompa di calore, anche quando vengono usati per rinfrescare.

## Funzionamento
1. condensatore,
2. Valvola di laminazione,
3. vaporizzatore,
4. compressore.

Principio di funzionamento di una pompa di calore:
- condensatore,
- Valvola di laminazione,
- vaporizzatore,
- compressore.

Le pompe di calore funzionano grazie a diversi principi fisici e sono classificate in base alla loro applicazione (trasmissione di calore, fonte di calore, dispersore di calore o macchina refrigeratrice).
Un compressore aspira il fluido refrigerante, lo comprime e lo spinge nella serpentina (zona) ad alta pressione del circuito (in rosso nell'immagine). Il fluido è spinto quindi in uno scambiatore di calore (qui con funzione di condensatore) il quale cede calore all'ambiente, quindi il fluido si raffredda e condensa (assume forma liquida). Il liquido è spinto attraverso la valvola di laminazione, che separa la parte ad alta pressione da quella a bassa pressione (in blu nell'immagine). Il liquido, che sta a bassa pressione, raggiunge un secondo scambiatore di calore (qui con funzione di vaporizzatore), assorbe calore dall'ambiente passando in forma di vapore e viene nuovamente aspirato dal compressore, ricominciando il ciclo.

## Rendimento
Per le pompe di calore non si parla di "rendimento" ma di "resa", precisamente di coefficiente di prestazione (COP), rapporto tra energia resa (calore fornito ad un ambiente) ed energia consumata (energia elettrica, quella richiesta dal compressore). In fisica tecnica è chiamato coefficiente di effetto utile. Un valore del COP pari a 3 sta a significare che per 1 unità di energia (elettrica) consumata, il sistema trasferisce 3 unità di energia termica.

### Definizione
È possibile definire sia un COP di riscaldamento che uno di raffreddamento:
{\displaystyle \mathrm {COP_{riscaldamento}} ={\frac {\Delta Q_{\mathrm {caldo} }}{\Delta A}}\leq {\frac {T_{\mathrm {calda} }}{T_{\mathrm {calda} }-T_{\mathrm {fredda} }}}={\frac {1}{\eta _{\mathrm {ciclo\ di\ Carnot} }}}}
{\displaystyle \mathrm {COP_{raffreddamento}} =EER={\frac {\Delta Q_{\mathrm {freddo} }}{\Delta A}}\leq {\frac {T_{\mathrm {fredda} }}{T_{\mathrm {calda} }-T_{\mathrm {fredda} }}}}
dove {\displaystyle Q_{\mathrm {freddo} }} è la quantità di calore estratta da un ambiente (serbatoio freddo) alla temperatura assoluta {\displaystyle T_{\mathrm {fredda} }} e {\displaystyle Q_{\mathrm {caldo} }} è la quantità di calore conferita a un ambiente (serbatoio caldo) alla temperatura assoluta {\displaystyle T_{\mathrm {calda} }}.

### Prestazione in raffreddamento
In modalità raffreddamento la prestazione di una pompa di calore è definita dall'"EER" (Energy Efficiency Ratio). La pompa di calore è solitamente più efficiente nel riscaldamento che nel raffreddamento, dato che la macchina dissipa una parte di energia in calore per effetto Joule, calore che si somma al riscaldamento. Nel caso di macchina di Carnot a senso inverso (le si fornisce energia di prima specie e si ottiene calore) tra sorgenti rispettivamente a 0 °C e a 20 °C, il COP è pari a 15 (rapporto 1:15 tra il lavoro delle resistenze elettriche e il calore ottenuto). Macchine simili sono efficienti, ma il costo d'impianto è elevato.

### Variabilità del COP
In un caso reale, con un clima mite, una pompa di calore ha un COP che va da 3 a 4 (mediamente con una temperatura esterna di 10 °C raggiunge 3,3, con una di −8,3 °C raggiunge 2,3). Per fornire un paragone, una stufetta elettrica ha un COP teorico pari a 1, ovvero 1 joule di energia elettrica dato alla stufetta si trasforma in 1 joule di calore, mentre 1 joule di energia elettrica dato alla pompa di calore si trasforma in più di 1 joule di energia termica.
Per le pompe di calore che sfruttano l'aria il COP è limitato quando operano in climi freddi poiché c'è meno calore da trasferire all'interno. Tipicamente il COP crolla quando la temperatura dell'aria esterna scende sotto −5 °C/−10 °C. Per una pompa di calore è importante prestare attenzione al COP, a quale intervallo di temperatura tale COP si riferisce, al costo di installazione della pompa, a quanto calore può trasferire (potenza), al rumore generato.
Il COP di una pompa di calore che sfrutta il sottosuolo (di solito l'acqua) è maggiore di quello di una pompa che sfrutta l'aria, poiché il terreno presenta una temperatura abbastanza costante durante l'anno; in compenso la sua installazione è più difficoltosa e più costosa, tali installazioni possono essere a tubi orizzontali (ad una profondità compresa tra 0,6 e 2 metri) o verticali (da 50 a 150 metri di profondità), le installazioni verticali permettono un COP maggiore e crescente quando la temperatura ambiente è bassa, negli impianti a tubi orizzontali la profondità d'installazione nel terreno determina anche la fluttuazione della temperatura durante la giornata e la temperatura media mensile durante l'anno, a 10-11 metri la temperatura media mensile è pressoché costante tutta l'anno, mentre avvicinandosi alla superficie cresce l'influenza della temperatura dell'aria

## Pompa di calore ad aria per condizionamento

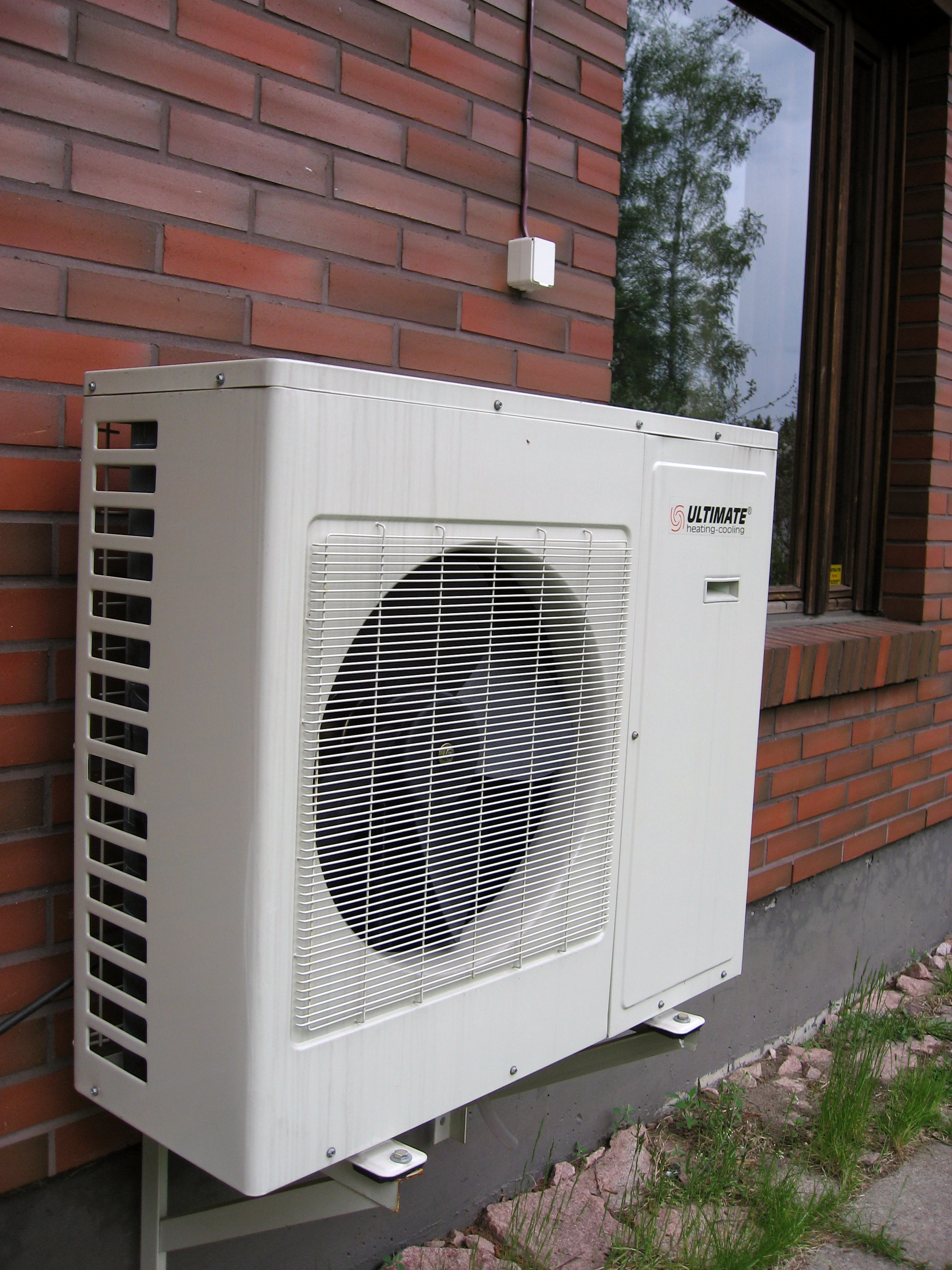
Un evaporatore installato su una parete.

Ci sono due tipi di pompe di calore ad aria; la più comune è quella aria-aria, che estrae calore dall'aria e lo riversa nell'aria che si trova all'interno o all'esterno di un edificio, a seconda della stagione; c'è anche quella, più rara, aria-acqua, che è utilizzata in ambienti con la distribuzione idrica del calore.
Le pompe di calore ad aria possono essere:
- progettate per lavorare insieme con un'altra fonte di riscaldamento, come una caldaia (elettrica, a gas, a gasolio);
- dotate di resistenza elettrica avente funzione di riscaldatore supplementare;
- bivalenti, se dotate di un riscaldatore a propano per innalzare la temperatura dell'aria in ingresso.

### La fase di riscaldamento
D'inverno il calore è prelevato dall'aria esterna e portato all'interno.
- Il fluido refrigerante attraversa la valvola di laminazione e diventa una miscela liquido-vapore a bassa pressione, entra nell'evaporatore, posto all'esterno, dove assorbe calore e si trasforma in vapore a bassa temperatura;
- Il vapore attraversa l'accumulatore, dove è raccolto anche ogni rimanente liquido, quindi viene compresso, con innalzamento della temperatura;
- Il vapore caldo giunge al condensatore, che è il radiatore posto all'interno (vicino all'eventuale caldaia), e cambia di fase rilasciando calore (di liquefazione). Il liquido ottenuto ritorna alla valvola di laminazione e il ciclo si ripete.

Quando l'ambiente esterno è alla temperatura di equilibrio la capacità di riscaldamento della pompa pareggia le dispersioni termiche dell'edificio, mentre quando l'esterno è più freddo è necessario l'apporto di una caldaia tradizionale.
La pompa di calore trasforma aria in grandi quantità (50-60 l/s per kW) a temperature comprese tra 25 °C e 45 °C, tendendo a operare per periodi più lunghi rispetto a una normale caldaia, che rilascia aria tra i 55 °C e i 60 °C.

### La fase di raffreddamento
D'estate si inverte il ciclo sopra descritto in modo, cambia la direzione del flusso di calore: il liquido refrigerante evapora nel radiatore interno e condensa nel radiatore esterno.

### La fase di sbrinamento
Quando lo scambiatore esterno opera come evaporatore (fase di riscaldamento invernale), funziona in un ambiente freddo e la sua superficie esterna assume temperature ancora minori di quelle ambientali. Questo implica la formazione di ghiaccio su di esso, dovuta alla presenza di umidità nell'aria, e di conseguenza una riduzione del rendimento dello scambio termico (il ghiaccio è isolante).
Per disciogliere lo strato di ghiaccio, periodicamente la valvola reversibile inverte il ciclo e la ventola dell'evaporatore esterno si ferma, in modo da ridurre l'energia termica necessaria per lo sbrinamento; in questo modo la macchina funziona in raffreddamento per il tempo necessario a far riscaldare il radiatore esterno sciogliendo il ghiaccio, per poi riprendere il funzionamento in riscaldamento. Mentre la macchina è in questa fase, il radiatore interno emette aria non riscaldata dal sistema della pompa di calore, che deve quindi essere riscaldata utilizzando metodi diversi (ad esempio con resistenze) prima di venire immessa in circolo.
Vi sono due metodi per effettuare lo sbrinamento:
- con un sensore di temperatura esterno e un timer che inverte il ciclo a intervalli di tempo prefissati;
- con un sistema di controllo che monitora il flusso d'aria, la pressione del refrigerante e la temperatura dell'aria.

Il secondo metodo, seppur più costoso, è preferibile in quanto evita sbrinamenti non necessari e quindi migliora le prestazioni stagionali della macchina.

### Dimensionamento
Anche se la pompa di calore può fornire tutto il calore necessario a un edificio, non è conveniente quando i carichi per il riscaldamento sono molto maggiori di quelli per il raffreddamento: la pompa, dimensionata per la stagione invernale, d'estate opererebbe in maniera intermittente, con minore COP e minore capacità di deumidificazione.
Un buon compromesso tra costi e prestazioni stagionali è nel fatto che la pompa di calore fornisca non più del 125% del carico estivo e non più del 90% del carico invernale. Così facendo, la temperatura di equilibrio (quella a cui la pompa fornisce tutto e solo il calore che l'edificio disperde) risulta compresa tra 0 °C e −5 °C.

## Pompa di calore geotermica per condizionamento
La pompa di calore geotermica utilizza il terreno (ad es. l'acqua che si trova nel terreno) come fonte o come dispersore di calore. 
Il trasporto dell'energia termica è effettuato mediante la stessa acqua o mediante un liquido antigelo, eccetto nelle pompe di calore a espansione diretta, in cui si usa un fluido refrigerante che circola nello scambiatore posto nel terreno.
A differenza delle pompe di calore ad aria, quelle geotermiche possono funzionare in raffreddamento anche in modalità passiva: esse estraggono calore dall'edificio pompando nel sistema l'acqua fredda o il liquido antigelo, senza l'azione della pompa di calore vera e propria.
Il sistema di tubazioni che percorre il terreno può essere aperto o chiuso. Nel sistema aperto si estrae l'acqua da una falda sotterranea, la si porta fino allo scambiatore di calore e quindi la si scarica in un corso d'acqua, di nuovo nella medesima falda o in un bacino appositamente costruito (e che permetta la rifiltrazione verso il terreno). Nel sistema chiuso il calore è intercettato dal terreno per mezzo di una tubazione continua sotterrata, con al suo interno un fluido refrigerante (per le pompe a espansione diretta) o liquido antigelo mantenuto a bassa temperatura e pressurizzato.

### Il ciclo di riscaldamento
Nelle pompe di calore a espansione diretta il fluido refrigerante raccoglie il calore dal sottosuolo ed entra subito nel compressore. Nelle pompe di calore che usano l'acqua o un liquido antigelo si ha una cessione di calore intermedia (dai liquidi detti prima al fluido refrigerante) in un primo scambiatore di calore.
In seguito il ciclo prosegue come nelle pompe di calore ad aria.

### Il ciclo di raffreddamento
A differenza delle pompe di calore ad aria non è necessaria l'operazione di sbrinamento, in quanto la temperatura nel sottosuolo è molto più stabile e il compressore è sistemato all'interno.

### Coefficiente di prestazione (COP)
Le pompe di calore geotermiche funzionanti con acqua sotterranea o a sistema aperto hanno un COP variabile da 3,6 a 5,2 e un EER tra 3,4 e 5,0; quelle con circuito chiuso hanno un COP tra 3,1 e 4,9, mentre EER tra 2,9 e 4,5.

### Dimensionamento
Come per le pompe di calore ad aria, non è conveniente dimensionare la pompa geotermica per soddisfare tutte le richieste di energia termica di un edificio; conviene dimensionarla per il 60-70% del massimo carico (somma dell'energia termica necessaria per riscaldare l'edificio e l'acqua calda per le utenze), lasciando a un sistema supplementare le richieste occasionali. Così facendo, la pompa fornisce il 95% dell'energia termica utilizzata.
La portata di acqua dal terreno per una pompa di 10 kW è compresa tra 0,45 l/s e 0,75 l/s.

### Sistema a circuito chiuso
La tubazione è posta verticalmente in fori di circa 150 mm (più stretti per il sistema a espansione diretta), a profondità tipicamente di circa 100 m, ma che possono arrivare, a seconda della tipologia del terreno e della macchina perforatrice, anche oltre 200 m. Di solito sono necessari tra gli 80 e i 110 m di tubazione ogni 3,5 kW di capacità della pompa, la cui profondità deve tuttavia essere calcolata per evitare il congelamento (perforazione troppo corta) o investimenti troppo elevati (perforazione troppo lunga). A tal proposito esistono numerose normative nazionali e internazionali e software dedicati.

Quando gli spazi sono maggiori, la tubazione è posta orizzontalmente a una profondità compresa tra 1 e 1,8 m. Di solito sono necessari tra i 120 e i 180 m di tubazione ogni 3,5 kW di capacità della pompa.
La tubazione nel caso dell'espansione diretta è di rame, nel caso diverso è di polietilene o polibutilene serie 100, con i giunti saldati termicamente, così che la durata possa essere tra 25 e 75 anni; se il contatto col terreno è accurato, questi materiali assicurano una buona conduzione termica.

### Considerazioni sull'installazione
Il costo di installazione può essere anche due volte quello di una caldaia e, per essere conveniente, deve essere ammortizzato dai risparmi energetici in un tempo pari a circa 5 anni. Si tenga presente infatti che le pompe geotermiche permettono un risparmio di circa il 40% di energia rispetto a quelle ad aria e hanno vita attesa di circa 25 anni (maggiore rispetto a quelle ad aria in quanto il compressore è sottoposto a minori sollecitazioni meccaniche ed è protetto dall'ambiente).

## Pompa di calore elio-assistita
La pompa di calore elio-assistita è un sistema integrato che vede l'utilizzo di una pompa di calore e di pannelli solari termici; normalmente le due tecnologie vengono impiegate separatamente (o al più ponendole in parallelo) per produrre acqua calda sanitaria e riscaldamento. In questo sistema il pannello solare termico svolge la funzione di fonte di calore a bassa temperatura e il calore prodotto viene utilizzato per alimentare l'evaporatore della pompa di calore. L'obiettivo è di ottenere COP elevati e produrre energia in modo più efficiente e meno costoso.